# Dibolia obtusa
Dibolia obtusa es una especie de insecto coleóptero de la familia Chrysomelidae. Fue descrita científicamente en 1864 por Wollaston.